# S. A. M. I.

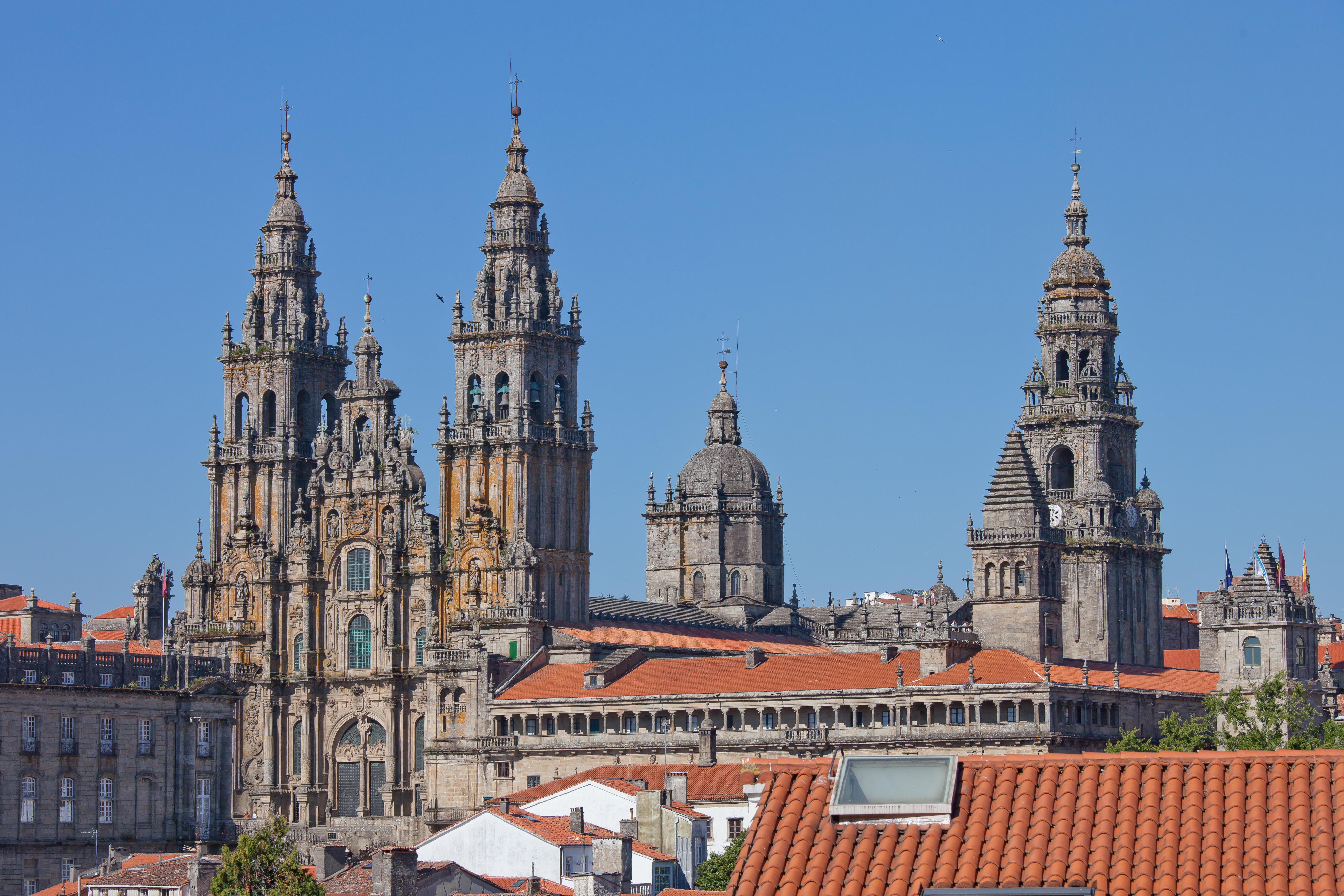
Vista general de la Catedral de Santiago de Compostela.

SAMI o S. A. M. I. es el acrónimo de Santa, Apostólica y Metropolitana Iglesia, aplicada tradicionalmente a la sede episcopal de Santiago de Compostela, en España.
El uso de la abreviatura es habitual en textos antiguos, sobre todo en la historiografía gallega del siglo XIX, siendo especialmente utilizada por pensadores como Antonio López Ferreiro o Ángel Amor Ruibal. Actualmente se sigue usando oficialmente en medios canónicos.